# Казахстан на Олімпійських іграх
Казахстан бере участь в Олімпійських іграх з 1994 року. НОК Казахстану було утворено 1990 року й визнано МОК 1993 року. Раніше казахські спортсмени виступали під прапорами СРСР та об'єднаної команди. 
Етнічні казахи добре виступають у боротьбі та інших видах єдиноборств. Етнічні росіяни та інші представники інших народів Казахстану спеціалізуються здебільшого в інших видах спорту й досягли чималих успіхів. Казахстан часто запрошує до себе спортсменів із інших країн, зокрема з Росії.

## Таблиці медалей

### Медалі літніх Ігор
| Ігри         | Золото | Срібло | Бронза | Загалом |
| Атланта 1996 | 3      | 4      | 4      | 11      |
| Сідней 2000  | 3      | 4      | 0      | 7       |
| Афіни 2004   | 1      | 4      | 3      | 8       |
| Пекін 2008   | 2      | 4      | 7      | 13      |
| Лондон 2012  | 7      | 1      | 5      | 13      |
| Усього       | 16     | 17     | 19     | 52      |

### Медалі зимових Ігор
| Ігри                | Золото | Срібло | Бронза | Загалом |
| Ліллехаммер 1994    | 1      | 2      | 0      | 3       |
| Нагано 1998         | 0      | 0      | 2      | 2       |
| Солт-Лейк-Сіті 2002 | 0      | 0      | 0      | 0       |
| Турин 2006          | 0      | 0      | 0      | 0       |
| Ванкувер 2010       | 0      | 1      | 0      | 1       |
| Усього              | 1      | 3      | 2      | 6       |

### Медалі літніх видів спорту
| Вид спорту           | Золото | Срібло | Бронза | Загалом |
| Бокс                 | 5      | 4      | 4      | 13      |
| Боротьба             | 1      | 4      | 6      | 11      |
| Важка атлетика       | 1      | 4      | 1      | 6       |
| Легка атлетика       | 1      | 0      | 1      | 2       |
| Сучасне п'ятиборство | 1      | 0      | 0      | 1       |
| Стрілецький спорт    | 0      | 2      | 1      | 3       |
| Велоспорт            | 0      | 1      | 0      | 1       |
| Дзюдо                | 0      | 1      | 0      | 1       |
| Тхеквондо            | 0      | 0      | 1      | 1       |
| Усього               | 9      | 16     | 14     | 39      |

### Медалі зимових видів спорту
| Вид спорту          | Золото | Срібло | Бронза | Загалом |
| Лижні перегони      | 1      | 2      | 1      | 4       |
| Ковзанярський спорт | 0      | 0      | 1      | 1       |
| Біатлон             | 0      | 1      | 0      | 1       |
| Усього              | 1      | 3      | 2      | 6       |